# نظرية ناظيم
نظرية ناظيم (بالإنجليزية: Nazriya Nazim)‏ مواليد 20 ديسمبر 1994 في ثيروفانانثابورام، كيرلا، الهند، هي ممثلة وعارضة أزياء هندية بدأت مسيرتها الفنية عام 2006.

## وصلات خارجية
- الموقع الإلكتروني
- نظرية ناظيم على موقع IMDb (الإنجليزية)
- نظرية ناظيم على موقع ألو سيني (الفرنسية)
- نظرية ناظيم على موقع قاعدة بيانات الفيلم (الإنجليزية)
- نظرية ناظيم على موقع كينوبويسك (الروسية)